# Spodnji Šemnik
Spodnji Šemnik je naselje v Občini Zagorje ob Savi. Ustanovljeno je bilo leta 2008 iz dela ozemlja naselja Šemnik. Leta 2015 je imelo 75 prebivalcev.